# Předbalkán
Předbalkán (bulharsky Предбалкан) je pohoří v severním Bulharsku a nepatrně i ve východním Srbsku, táhnoucí se západovýchodním směrem mezi Dolnodunajskou nížinou a pohořím Stara planina.
Jedná se o hornatiny, které se v délce zhruba 460 km rozkládají na ploše 14 389,8 km² a jejichž šířka se pohybuje od 20 až 30 km na okrajích po 50 až 60 kilometrů ve střední části. Pohoří má průměrnou výšku 364 m a nejvyšší výšky (1490 m) dosahuje ve Vasiljevských horách.

## Vymezení

### Poloha
Pohoří leží na území dvou srbských okruhů (Pirotský okruh a Zaječarský okruh) a jedenácti bulharských oblastí (Vidinské, Montanské, Vracké, Sofijské, Lovečské, Gabrovské, Velikotărnovské, Slivenské, Tărgovišťské, Šumenské a Varenské).

### Hranice
Severní hranice směrem k Dolnodunajské nížině jsou většinou zřetelné tektonickým oddělením. Na východě se severní hranice vzdaluje od Dunaje a sleduje tok řek Černi Lom a Vrana, které pohoří oddělují od vrchovin Dolnodunajské nížiny.
Jižní hranice k Staré planině není výrazná a může být považována za podmíněnou, ale je určena rovněž tektonicky v místech, kde končí strmé severní svahy Staré planiny.
Na západě, v Srbsku, je hranicí Beli Timok (pravá zdrojnice řeky Timok) a na východě je to soutok dvou zdrojnic Kamčije – Luda Kamčija a Goljama Kamčija.

## Dělení
Pohoří se dělí na tři podcelky – západní, střední a východní a hranice mezi nimi tvoří jednak řeka Vit a její přítok Černi Vit, jednak Stara reka (přítok Jantry).

### Západní podcelek

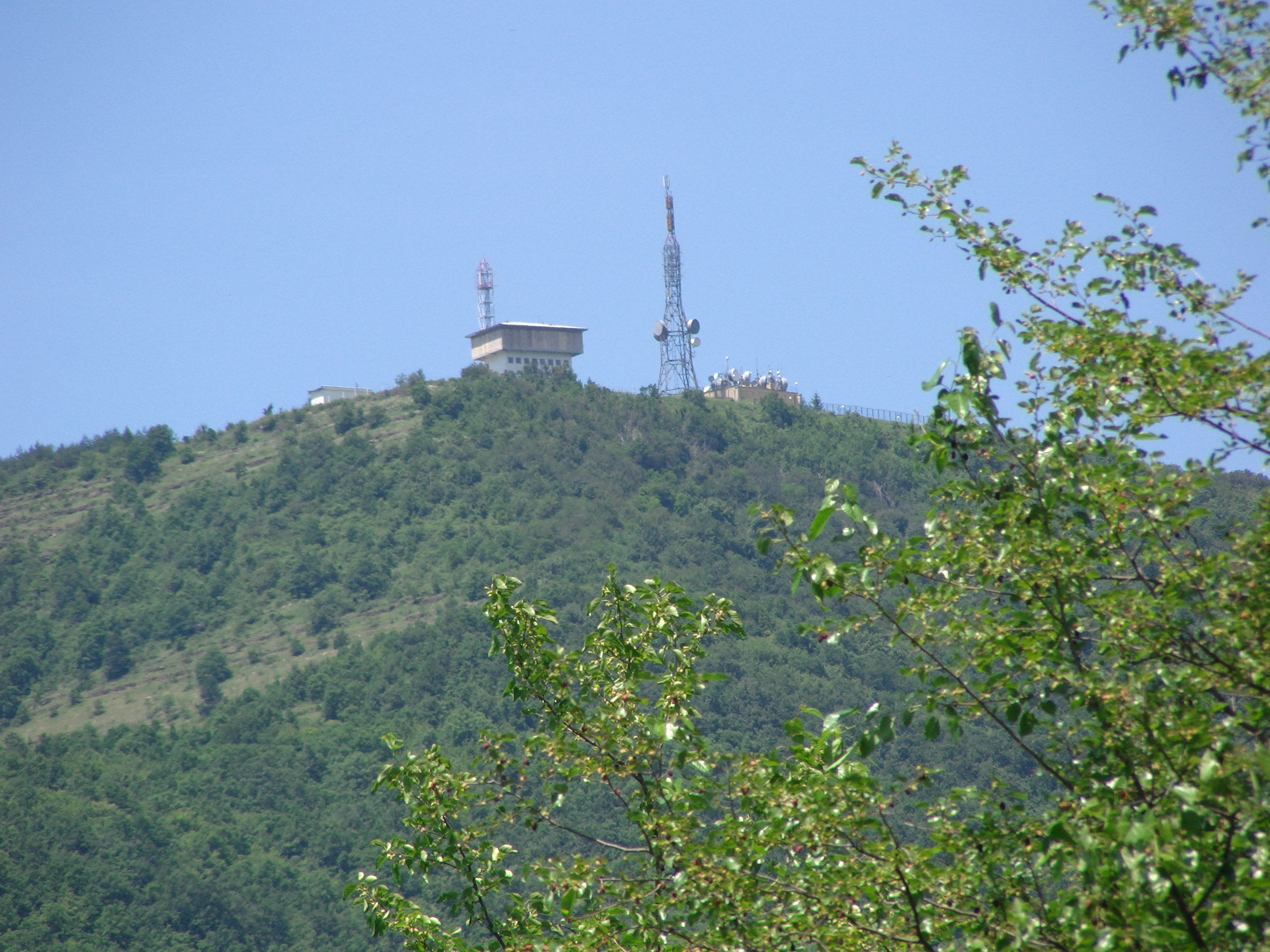
Hora Nišana (956,5 m) v hřebeni Dragojca

Západní podcelek se rozprostírá mezi údolími řek Beli Timok na západě a Vit a Bjal Vit na východě a zaujímá rozlohu 4 659,7 km², což představuje 32,38 % celého pohoří. Má průměrnou nadmořskou výšku 332 m. Terén je převážně kopcovitý a nízký. Pozemky v nadmořské výšce od 0 do 200 m zabírají 705,4 km², neboli 15,14 %, od 200 do 600 metrů – 3 669,3 km², neboli 78,75 %, od 600 do 1000 metrů – 283,1 km² neboli 6,08 %, od 1000 do 1600 m – 1,9 km² neboli 0,04 % plochy podcelku.
Reliéf je určen poměrně složitou sítí podélných a příčných údolí, která se do něj hluboko zařezávají a zesilují jeho orografický účinek. Odlehlá podoblast má od severozápadu k jihovýchodu jednotný morfografický výraz. Od něj se odlišují údolí řek, které pohoří příčně prolamují jako řeky Iskăr, Bebreš a Malki Iskăr.

### Střední podcelek

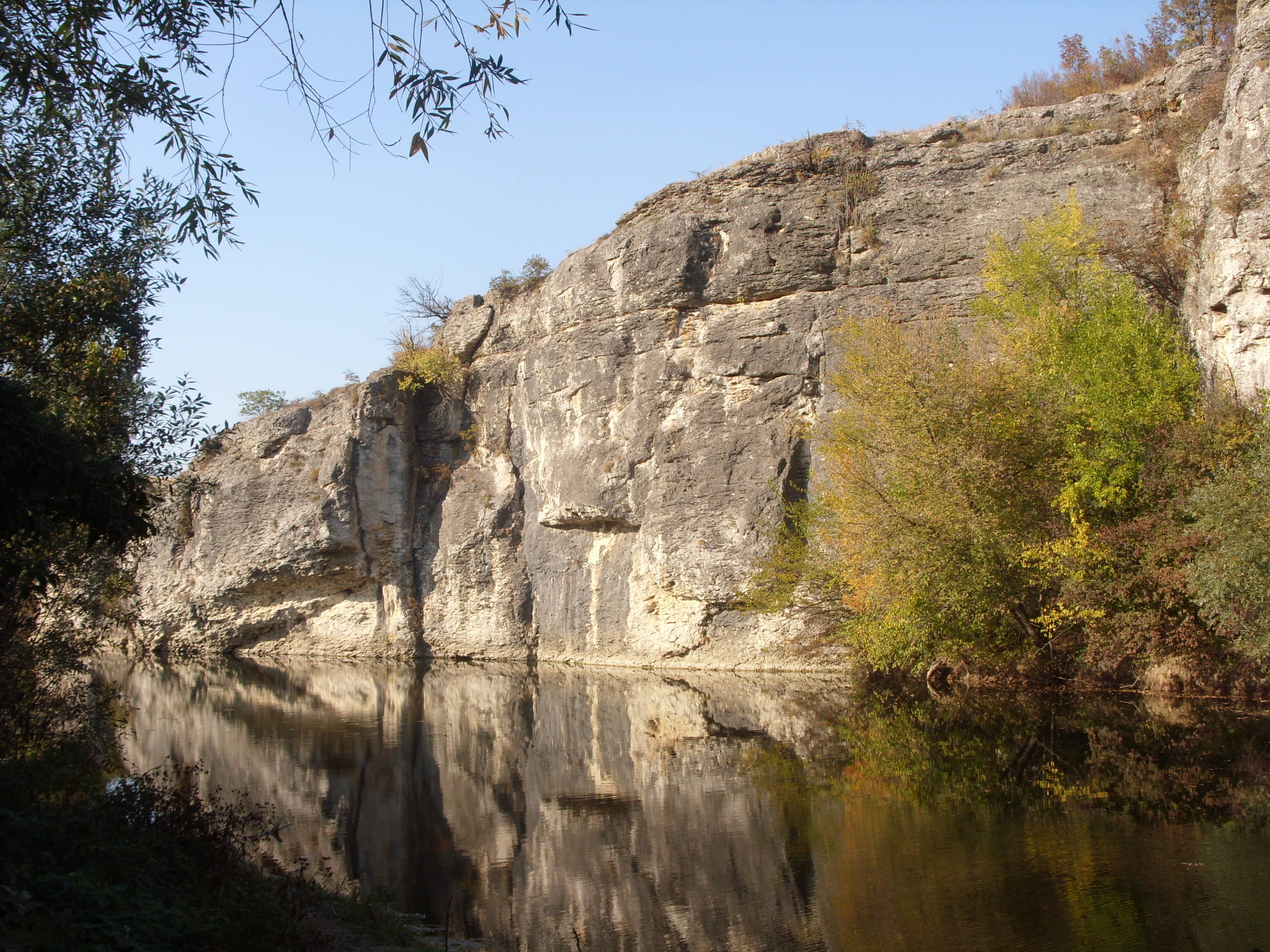
Devetašská plošina s řekou Osăm v popředí

Střední podcelek zaujímá rozlohu 6 576,5 km² o průměrné nadmořské výšce 420 m. Jedná se o největší podcelek s nejvyšší nadmořskou výškou a nejširší část celého pohoří, která se rozprostírá mezi údolími řek Vít a Černi Vit na západě a Stara reka (přítoku Jantry) na východě. Pozemky v nadmořské výšce od 0 do 200 m zabírají 768,1 km², neboli 11,68 %, od 200 do 600 metrů – 4 734,5 km², neboli 71,99 %, od 600 do 1000 metrů – 938,5 km², neboli 14,27 %, od 1000 do 1600 m – 135,4 km², neboli 2,06 % plochy podcelku.
Tento podcelek se v širokém a markantním rozsahu vyznačuje nízkým kopcovitým reliéfem, nad nímž dominují hory v horním toku řeky Vit. Zdejší hluboká údolí řek Černi Vit, Beli Vit, Beli Osăm, Kalnik a jejich větších přítoků osnovy posilují orografický výraz v hornatině Lestnica a Vasiljovských horách, kde se nalézá i nejvyšší hora celého pohoří Vasiljov vrăch (Васильов връх) s nadmořskou výškou 1490 m. Převládající směr tohoto významného členění směřuje od severozápadu k jihovýchodu přechází až do téměř rovnoběžkového. Většina ostatních částí středního podcelku představuje komplexní morfografickou kombinaci podélných vysočin a plochých hřbetů s obrysy hlubokých zařezávajících se roklí, které se rozšiřují v příčná a podélná údolí. V úzkém kontaktu náhorních plošin s podélnými vysočinami lze sledovat příčná hluboká prolomená údolí řek Vít, Osăm, Rosica, Jantra a dalších kontrastující s dobře diferencovanými podélnými širokými údolími.

### Východní podcelek

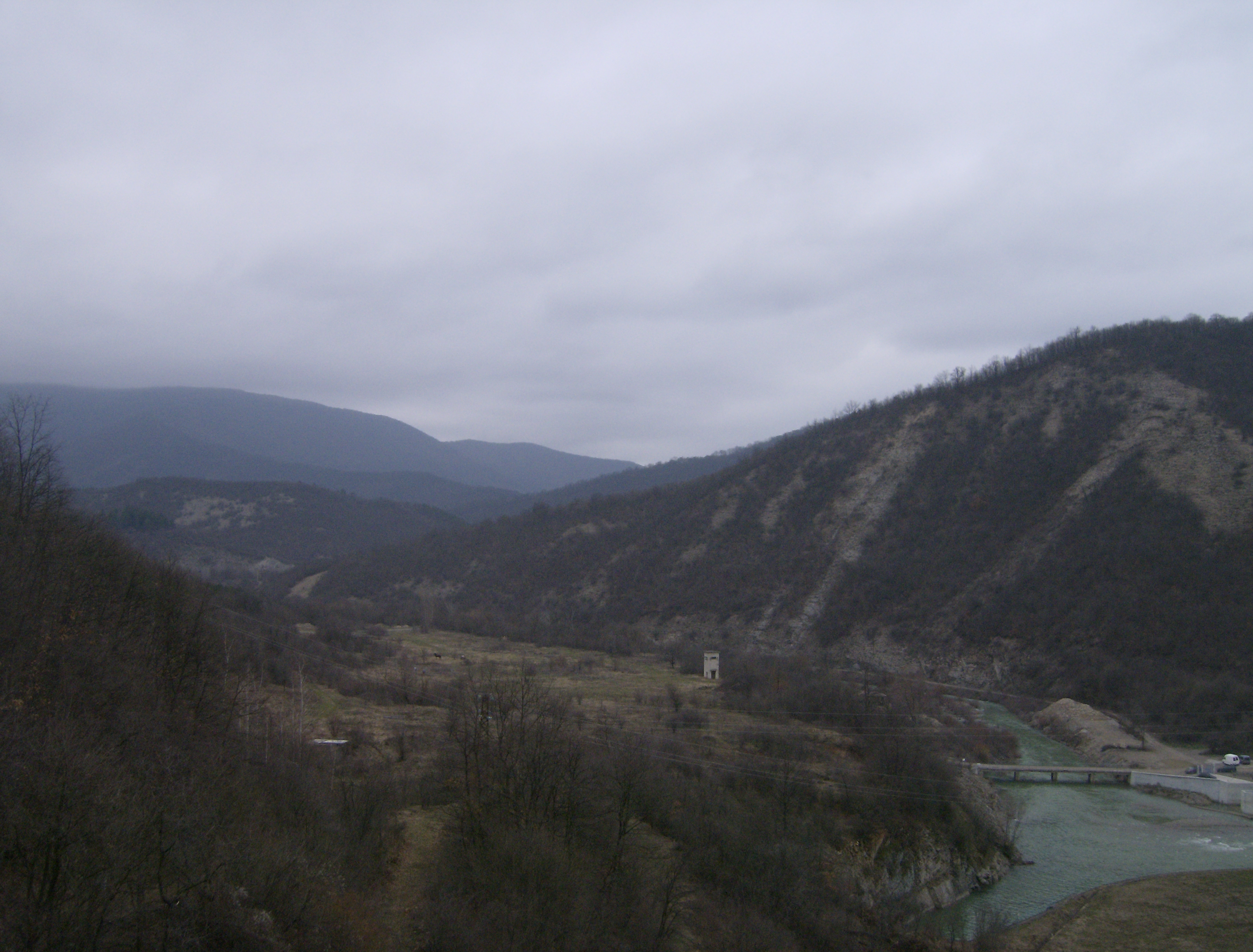
Preslavská (vlevo) a Dragoevská planina (vpravo) oddělené tokem Goljamy Kamčiji

Východní podcelek je s plochou 3 153,6 km² nejmenší a má nejnižší průměrnou nadmořskou výšku 296 metrů. Pozemky v nadmořské výšce od 0 do 200 m zabírají 1101 km², neboli 34,91 %, od 200 do 600 metrů – 1 914,1 km², neboli 60,7 %, od 600 do 1000 metrů – 138,2 km², neboli 4,38 %, 1000 až 1600 m – 0,3 km² neboli 0,01 % plochy podcelku.
Tento podcelek se vyznačuje roštovou sítí údolí, v níž převládají morfografické rysy podélných údolí přítoků a příčných soutěsek řek Vrana (levý přítok řeky Goljama Kamčija) a především hlavního odvodňujícího toku Goljama Kamčija, které podtrhují různorodost a kontrastní vzhled reliéfu.

## Geologická stavba
Předbalkán představuje systém překrývajících se synklinálních a antiklinálních vrás. Tento systém je rozdělen do dvou podélných pásů: severního vnějšího a jižního vnitřního. Vnější je tvořen málo vyvýšenými a podélně rozlámanými antiklinálami a na východě tento pás končí u Preslavské planiny. Vnitřní pás je tvořen vyššími antiklinálami seskupenými do tří hlavních skupin: Belogradčické, Tetevenské a Preslavské. Významně jsou zde zastoupeny křídy, vápence, slíny a písčitá souvrství. Triasové a jurské skály se nacházejí v západním a středním Předbalkánu. Paleogenní horniny vystupují v Mezdrenské, Lukovitské a Gabrovské tektonické depresi. Zvrásněná struktura přidává reliéfu zvláštní vzhled. Prvotně vznikly antiklinální vyvýšeniny a synklinalni sníženiny, a sekundárně monoklonální hřbety, synklinalni roviny a antiklinální sníženiny.
V důsledku epirogenního vyzdvihování Předbalkánu v průběhu různých geologických období se zde vyskytují tři denudační úrovně, rozdílné co do rozsahu a stáří. Nejstarší a nejvýše položená úroveň denudace se datuje do mladšího miocénu a její znaky se nacházejí v nejvyšších částech pohoří. Druhá denudační úroveň – pontská, je druhá i co do stáří a nadmořské výšky. Najdeme ji ve vysoko položených částech pohoří a má charakter typického ukloněného stupně v rozmezí od 700 do 1100 metrů. Tato úroveň zahrnuje v nižších částech pohoří i vrcholy těchto jednotek a má průměrnou výšku zhruba 650 metrů. Třetí nejnižší a nejmladší úroveň denudace – levantinská, vypadá jako řada nestejně vysokých ukloněných stupňů, která vznikly důsledkem nerovnoměrného zdvihání v různých částech pohoří a jeví významný rozkmit výšky, která se pohybuje od 450 do 900 metrů.
Ve vápencových skalních útvarech je značně rozvinut krasový reliéf s jeskyněmi, propastmi a dalšími jevy.

## Nerostné bohatství
Nerostné bohatství se v pohoří nachází v omezeném množství: uhlí, železná ruda, zemní plyn, zlatonosné písky (řeka Ogosta), kamenná sůl (Omurtag). Jsou zde četné prameny v blízkosti Văršce, Šipkova, Vonešty vody a další.

## Podnebí
Pokud jde o klima, vykazuje pohoří značnou podobnost s Dolnodunajskou nížinou, ale se značnými rozdíly. Tyto rozdíly jsou spojeny s vlivem reliéfu, který je oproti Dolnodunajské nížině výše, a z druhé strany s blízkostí vysokého horského řetězce Staré planiny. Toto sousedství má vliv na přeměnu přepravovaných vzdušných hmot. Podmínky jejich kondenzace ovlivňují nejen nerovnoměrné rozložení srážek, jejich množství a teplotu, ale také směr a sílu větrů. K tvorbě klimatu v pohoří přispívá lesní porost, jehož plocha je ve srovnání s Dolnodunajskou nížinou větší a má výraznější vliv na formování klimatu.
Celkově na Předbalkánu převládá mírné kontinentální klima a v některých vyšších oblastech je klima horské. Průměrné roční teploty jsou 10 až 11 °C. Průměrné lednové teploty jsou v rozmezí -1,5 až -5 °C a průměrné červencové 16 až 21 °C. Během zimy jsou pozorovány teplotní inverze v některých uzavřených údolích, v jednom z nichž (údolí Sevlievo) bylo naměřeno bulharské absolutní minimum (-35,4 °C).
Roční srážkový úhrn roste od severu k jihu od 590 – 650 do 1000 mm s výraznou špičkou na jaře (od května do června) a zimním minimem v únoru. Mimo rostoucí množství srážek je s rostoucí nadmořskou výškou vysledován i rychlý růst srážek v pevném skupenství. Toto tvrzení podporuje nerovnoměrná doba trvání sněhové pokrývky, která na kopcovitých pozemcích leží asi 3,5 měsíce (110 dní Gabrovo, Elena 108 dnů) a v horských oblastech nad 1000 m, délka přesahuje 4,5 měsíce. Převládající větry jsou západní, zatímco během jarních měsíců vane často fénový vítr od jihu.
Klimatická data pro stanici Trojan:
- průměrná roční teplota 10,4 °C
- průměrná prosincová teplota -2,1 °C
- průměrná červencová teplota 22,2 °C
- roční úhrn srážek 746 mm, maximální – červenec 120 mm, minimální – únor 30 mm.

## Vodstvo
Většina řek Předbalkánem protéká, jelikož tečou od jihu ze Staré planiny a ústí v Dolnodunajské nížině na severu (Lom, Ogosta, Iskăr, Vit, Osăm, Rosica, Jantra, Goljama Kamčija atd.). Další, jako je Vidbol, Arčar, Cibrica, Skăt a další, pramení v pohoří a tečou do Donodunajské nížiny. Ostatní (Kalnik, Kamenica, Dripla, Krapec, Bebrovska reka, Karadere atd.) protékají výhradně Předbalkánem. Dominance tekutých srážek během roku a jejich jarní maximum má za následek, že převládá dešťový odtokový režim s maximem na začátku jara (březen až květen). Minimum je pozorováno před podzimními měsíci (srpen až září) v době řídkých dešťových srážek a intenzivního odpařování. Některé řeky přitékající z vyšších partií Staré planiny mají na svém horním toku sněhovo-dešťový odtokový režim a jejich maxima se posouvají do pozdního jara (květen až červen). Pro průtok řek z Předbalkánu má velký význam hojnost podzemní krasové vody. Značná část průtoku řek Arčar, Lom, Ogosta, Skomlja, Vit a zejména Panega je určována krasovými prameny.
Rozličné faktory určující odtokový režim řek závisí na specifickém odtoku v různých částech Předbalkánu. Jeho minimální hodnota (0,1 l/s/km²) byla pozorována v nejnižších kopcovitých terénech, kde je geologické podloží zastoupeno krasovým vápencem a kde je malý sklon, intenzivní odpařování a rozsáhlé krasové oblasti. Hodnoty 1 až 3 l/s/km² charakterizují kopcovité terény doprovázené nepropustným podložím chotrivských opuk. Na nízko položených částech Předbalkánu s nepropustným podložím v kombinaci s mírně vyvinutým travním a lesním porostem se specifický odtok zvyšuje a dosahuje 7 až 10 l/s/km². V nejvyšších částech pohoří s výškou přes 1000 metrů a nepropustným podložím je relativně velký sklon terénu s dobře vyvinutým travním a lesním porostem a specifický odtok zde přesahuje 12 l/s/km².

## Půdy
Půda na Předbalkánu je vývojově odrazem převládajícího uhličitého podloží, mírného klimatu a relativně suchomilných listnatých lesních porostů. Tato kombinace fyzikálních a geografických podmínek měla příznivý vliv na vznik a významné rozšíření lesní šedozemi, která se dělí na tmavou šedozem, světlou šedozem a šedozem v závislosti na geologickém podkladu. Ve vyšším pásmu Předbalkánu, zejména na svazích se severní expozicí a vlhkomilným lesem, především bukovými porosty, se vyskytují typické světlé lesní hnědozemi. V údolích větších řek v kombinaci s relativně vlhkomilnými travními a lesními porosty jsou rozšířeny naplavené půdy.

## Flora a fauna
V nejníže ležících částech regionu, v naplavených půdách podél velkých řek roste vlhkomilná vegetace, zejména travní a lesní porosty. Ve spodní zóně, na šedozemích, převažují duby a habry. Tam, kde je většina zemědělské půdy obdělávána, se vyskytují oblasti s intenzivní erozí. Ve vyšším pásmu – nad 800 m, na podloží ze světlých hnědozemí, rostou lípy, buky, lísky, dříny, hlohy a šípkové růže, někdy ruje, šeříky, pivoňky a další. V nejvyšších partiích jsou vysázeny borové lesy.
Převládající fauna Předbalkánu je eurosibiřská evropského typu, zatímco středomořských druhů je málo kvůli překážce, kterou tvoří Stara planina. Fauna je smíšená – od nížinných po horské druhy. Mezi nejběžnější ptáky patří orel nejmenší, holub hřivnáč, sova pálená, hrdlička divoká, drozdi, havrani, brhlíci, krutihlavové a jiní. Pokud jde o savce, žije tu prase divoké, jelen lesní, srnec obecný, plch lesní, jezevec lesní a myšice křovinná. Z plazů zde obývá zmije obecná, užovka stromová a slepýš křehký. Obojživelníci jsou zastoupeni mlokem skvrnitým, čolkem horským a s bezobratlými se nejčastěji setkáváme jako s motýly, pavouky a brouky.